# Turneriella
Turneriella é um gênero de mariposa pertencente à família Acrolepiidae.